# District de Bagh
Le district de Bagh est une subdivision administrative du centre du territoire Azad Cachemire au Pakistan.
Le district, qui faisait auparavant partie du district de Poonch, a été créé en 1988. Son chef-lieu est la ville de Bagh.